# ترکمنستان تی‌وی
ترکمنستان تی‌وی یک شبکه دولتی متعلق به کشور ترکمنستان است که در سال ۲۰۰۴ میلادی ایجاد شده‌است. این کانال مانند سایر کانال‌های ترکمنستان، تحت نظارت شورای هماهنگی پخش تلویزیون و رادیو کابینه وزیران ترکمنستان نیز قرار دارد که برخلاف دیگر کانال‌ها به زبان‌های ترکمنی، فارسی، عربی، انگلیسی، فرانسوی، چینی و روسی برنامه پخش می‌کند.